# Reiulf Steen
Reiulf Steen, né le 16 août 1933 à Hurum et mort le 5 juin 2014 à Oslo, est un auteur norvégien, ambassadeur et homme politique du Parti travailliste norvégien. Il est actif au sein du parti travailliste de 1958 à 1990, en tant que président adjoint du parti de 1965 à 1975 et président de 1975 à 1981. Steen est ambassadeur de Norvège au Chili entre 1992 et 1996,.

## Biographie

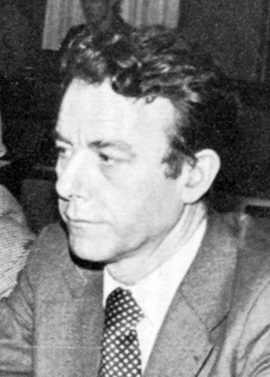
Reiulf Steen dans les années 1970.

Reiulf Steen naît le 16 août 1933 à Saetre (un village de Hurum).
Ses parents sont Nils Steen (1889-1941) et Astrid Karlsen (1899-1986). Nils, mort quand Reiulf à l'âge de 7 ans, était président du syndicat des travailleurs de l'industrie chimique norvégienne et maire adjoint de la municipalité. 
Reiulf est élu chef de la filiale régionale du Parti travailliste à l'âge de 14. Il  travaille dans une usine et en tant que journaliste pour le journal Fremtiden à Drammen avant d'entrer dans la politique en 1958. Il gravit rapidement les échelons de son parti, présidant la Ligue des jeunes travaillistes de 1961 à 1964.
Il exerce ensuite les fonctions de ministre des Transports de 1971 à 1972 et de ministre du Commerce et du Commerce de 1979 à 1981. De 1977 à 1993, il est membre du Parlement, représentant les circonscriptions d'Oslo et d'Akershus. Il est vice-président de l'Internationale socialiste de 1978 à 1983 et préside son comité sur le Chili de 1975 à 1990. Il maintient un intérêt de longue date pour l'Amérique latine et est nommé ambassadeur de Norvège au Chili en 1992, un mandat qui dure jusqu'en 1996. 
Il a écrit des chroniques pour plusieurs des principaux journaux du pays, traitant de sujets nationaux et internationaux. Il est également actif au sein d'ATTAC et préside la branche norvégienne du Mouvement européen (1999 – 2001), Norsk Folkehjelp (1999 – 2003) et la branche norvégienne du Comité Helsinki pour les droits de l'Homme (1986 – 1992). Au cours des dernières années, ses mémoires et souvenirs personnels relatent ses propres problèmes et difficultés au sein du parti travailliste. 

### Vie personnelle
Reiulf Steen s'est marié deux fois. En 1960, il épouse Lis Fridholm (1936-1985). Leur mariage est ensuite dissous. En 1980, il épouse Inés Vargas. Il meurt le 5 juin 2014, laissant dans le deuil son épouse, quatre enfants issus de son premier mariage et sa belle-famille. Par l'intermédiaire de sa belle-fille, il était le beau-père de l'homme politique travailliste Raymond Johansen, maire adjoint d'Oslo,,.

## Publications
- Ørnen har landet,  2003
- Jordskjelv, 2000
- Underveis, 1999
- Beretninger, 1998
- Ideene lever, 1992
- Maktkamp, 1989
- Inés – og det elskede landet, 1988
- Der hjertet banker, 1986